# (3166) Klondike
(3166) Klondike ist ein Asteroid des Hauptgürtels, der am 30. März 1940 von dem finnischen Astronomen Yrjö Väisälä in Turku entdeckt wurde. 
Der Name des Asteroiden erinnert an die Brüder Karl F. Joutsen und Anton F. Johnson, die während des Goldrausches am Klondike River ihr Glück machten.